# رليانس كيمز
تعد شركة رليانس كيمز (بالإنجليزية: Reliance Games) مطورًا وناشرًا دوليًا لألعاب الهاتف المحمول وهي تشتهر بالعديد من ألعاب الفيديو مع حوالي 200 مليون عملية تنزيل من خلال الألعاب التي تم إطلاقها في 40 دولة على متجر آي تيونز ومتجر جوجل بلاي ومتجر أمازون ومتجر مايكروسوفت. يقع مقرها الرئيسي في مومباي، وهي جزء من شركة مملوكة بالكامل لمجموعة رليانس جروب في مجال الإعلام والترفيه. طورت الشركة العديد من الألعاب المحمولة بالاشتراك مع استوديوهات هوليوود مثل دريم ووركس وسوني بيكتشرز أنيميشن وباراماونت بيكتشرز وكولومبيا بيكتشرز ووارنر برذرز.
تتمتع حالياً الشركة بحضور عالمي من خلال استوديوهات إنشاء الألعاب عبر الولايات المتحدة والمملكة المتحدة واليابان وكوريا والهند مع التركيز على أنواع الملاكمة والركض والسباقات لأنظمة أندرويد وآي أو إس وأمازون والويندوز، تم إنشاء حوالي 70 لعبة للأندرويد وحوالي 200 لعبة مدعومة من جافا. برئاسة الرئيس التنفيذي أميت خاندوجا، أعلنت الشركة عن خطط لاحتضان الشركات الناشئة في قطاع الألعاب والاستثمار فيها والتي تتضمن مشاركة الملكية الفكرية مع التوجيه في الهندسة وإدارة المنتجات والتصميم وتوضيح الشخصيات. تساعد الشركة مطوري الألعاب في جميع أنحاء العالم في نشر الألعاب على منصات مختلفة في إطار نموذج تقاسم الإيرادات، تلبي أمريكا الشمالية والمملكة المتحدة وروسيا وكوريا 70٪ من الإيرادات بنسبة 20٪ تأتي من الهند.

## التاريخ
تأسست الشركة في عام 2006، وأول لعبة تم إطلاقها هي لعبة «الفولاذ الحقيقي» كامتداد لفيلم الحركة الفولاذ الحقيقي في عام 2011. حصلت اللعبة على المرتبة الأولى على آي باد في خمس دول، والمرتبة الخمسة الأولى بين ألعاب آيفون في 27 دولة، وكانت ضمن أفضل 10 ألعاب على متجر أبل في أكثر من 100 دولة، حصلت الشركة على أكثر من 200 مليون عملية تنزيل لألعاب الهاتف المحمول التي تم إطلاقها عالميًا اعتباراً من سبتمبر 2015.

## روابط خارجية
- الموقع الرسمي